# Croatia trong liên minh cá nhân với Hungary
Vương quốc Croatia (tiếng Croatia: Kraljevina Hrvatska, Hrvatsko Kraljevstvo; tiếng Hungary: Horvát királyság; tiếng Latinh: Regnum Croatiae), còn được biết đến với tên ngoại giao đầy đủ là Vương quốc Croatia và Dalmatia (tiếng Latinh: Regnum Croatiae et Dalmatiae), đã bước vào liên minh cá nhân với Vương quốc Hungary vào năm 1102, sau một thời kỳ cai trị của các vua thuộc triều đại Trpimirović và Svetoslavić cùng cuộc khủng hoảng kế vị sau cái chết của vua Demetrius Zvonimir.
Với việc vua Coloman của Hungary được đăng quang làm “Vua Croatia và Dalmatia” vào năm 1102 tại Biograd, vương quốc này được chuyển giao cho triều đại Árpád cho đến năm 1301, khi dòng nam của triều đại này tuyệt tự. Sau đó, các vị vua từ nhà Anjou (thuộc dòng Capet) – những người cũng là hậu duệ bên họ ngoại của các vua Árpád – cai trị các vương quốc này. Các thế kỷ sau được đánh dấu bởi những cuộc xung đột với quân Mông Cổ, những kẻ đã tàn phá Zagreb vào năm 1242, sự cạnh tranh với Venice để kiểm soát các thành phố ven biển Dalmatia, và các cuộc nội chiến giữa giới quý tộc Croatia. Nhiều nhân vật nổi bật xuất hiện trong giai đoạn này, chẳng hạn Paul I Šubić của Bribir – đại diện cho gia tộc quý tộc Šubić, dòng họ quyền lực nhất Croatia lúc bấy giờ. Những cá nhân này đôi khi có thể trên thực tế đảm bảo một mức độ độc lập đáng kể cho các lãnh địa của mình. Cuộc xâm lược của Ottoman vào châu Âu thế kỷ 16 đã làm suy giảm đáng kể lãnh thổ Croatia và khiến đất nước này trở nên yếu ớt và chia rẽ. Sau cái chết của vua Louis II vào năm 1526 trong trận Mohács và một giai đoạn ngắn tranh chấp hoàng tộc, cả hai vương miện được chuyển giao cho nhà Habsburg Áo, và các vương quốc này trở thành một phần của chế độ quân chủ Habsburg.
Một số điều khoản trong lễ đăng quang của Coloman và tình trạng sau này của giới quý tộc Croatia được ghi lại trong Pacta Conventa, một văn bản chỉ được lưu giữ dưới dạng bản chép lại từ thế kỷ 14. Các điều khoản chính xác của mối quan hệ này trở thành vấn đề tranh cãi vào thế kỷ 19; tuy nhiên, ngay cả khi liên minh hoàng tộc với Hungary, các thiết chế của nhà nước Croatia độc lập vẫn được duy trì thông qua Sabor (một nghị viện của giới quý tộc Croatia) và Ban (phó vương). Ngoài ra, các quý tộc Croatia vẫn giữ được đất đai và tước vị của mình.

## Tên gọi
Tên ngoại giao của vương quốc là “Vương quốc Croatia và Dalmatia” (tiếng Latinh: Regnum Croatiae et Dalmatiae) cho đến năm 1359, khi dạng số nhiều “các vương quốc” (tiếng Latinh: regna) bắt đầu được sử dụng. Sự thay đổi này là hệ quả từ chiến thắng của vua Louis I trước Cộng hòa Venice và Hiệp ước Zadar, theo đó Cộng hòa Venice mất ảnh hưởng đối với các thành phố ven biển Dalmatia. Tuy vậy, vương quốc này vẫn chủ yếu được gọi là Vương quốc Croatia và Dalmatia cho đến khi Venice giành lại bờ biển Dalmatia vào năm 1409. Một từ đồng nghĩa phổ biến trong giai đoạn này là “Sclavonia” (Slavonija và Slovinje) và “tota Sclauonia” (Toàn bộ Slavonia). Hình thức gọi phổ biến nhất trong tiếng Croatia, là Hrvatska zemlja (“xứ Croatia” hoặc “đất Croatia”).

## Bối cảnh lịch sử

### Khủng hoảng kế vị

Vương quốc Croatia và Dalmatia dưới thời trị vì của Zvonimir, vào đầu năm 1089, trước Trận Gvozd năm 1097.

Demetrius Zvonimir là vua của Croatia thuộc nhánh Svetoslavić của triều đại Trpimirović. Trước khi lên ngôi, ông từng là Ban của Croatia phục vụ dưới quyền Petar Krešimir IV, người được cho là đã chỉ định ông làm người kế vị. Năm 1075, Zvonimir lên ngôi vua Croatia.
Zvonimir kết hôn với Helen của Hungary thuộc triều đại Árpád vào năm 1063. Helen là công chúa Hungary, con gái của Béla I và em gái của vua Ladislaus I của Hungary. Hai người có một người con trai tên Radovan, người đã qua đời khi còn trẻ, ở tuổi thiếu niên muộn hoặc đầu tuổi hai mươi. Sau cái chết của Zvonimir năm 1089, ông được kế vị bởi Stephen II, vị vua cuối cùng của triều Trpimirović. Tuy nhiên, Stephen II cai trị không hiệu quả và chỉ trong chưa đầy hai năm. Phần lớn thời gian trị vì, ông sống ẩn dật tại tu viện Thánh Stephen dưới rặng thông (Sv. Stjepan pod Borovima) gần Split. Ông qua đời một cách thanh thản vào đầu năm 1091 mà không để lại người kế vị. Vì không còn nam giới nào thuộc dòng họ Trpimirović còn sống, một cuộc nội chiến và tình trạng bất ổn đã nổ ra tại Croatia ngay sau đó.
Helen, góa phụ của vua Zvonimir, đã cố gắng duy trì quyền lực của mình trong giai đoạn khủng hoảng kế vị. Một số quý tộc Croatia ủng hộ Helen – có thể là gia tộc Gusić và/hoặc Viniha thuộc dòng họ Lapčan,  – đã phản đối việc kế vị sau cái chết của Zvonimir, và mời vua Ladislaus I đến giúp đỡ Helen, đồng thời đề nghị trao cho ông ngôi vua Croatia, vốn được xem là thuộc về ông theo quyền thừa kế.
Một số nguồn ghi lại rằng một vài thành phố Dalmatia cũng cầu viện Ladislaus, và các quý tộc như Petar Gusić cùng Petar thuộc họ Cacautonem đã tự xưng là "người Croatia Trắng" (Creates Albi) tại triều đình ông. Do đó, chiến dịch của Ladislaus không hoàn toàn là cuộc xâm lược từ bên ngoài, và ông cũng không xuất hiện như một kẻ chinh phạt, mà là một người thừa kế hợp pháp theo dòng máu. Năm 1091, Ladislaus vượt sông Drava và chinh phục toàn bộ vùng Slavonia mà không gặp sự kháng cự, nhưng chiến dịch của ông bị chặn lại gần dãy núi Gvozd. Do giới quý tộc Croatia chia rẽ, Ladislaus đã giành được thành công ban đầu, tuy nhiên không thể kiểm soát toàn bộ Croatia; mức độ kiểm soát chính xác của ông vẫn chưa rõ. Cùng lúc đó, Vương quốc Hungary bị người Cuman (có khả năng được Đế quốc Byzantine hậu thuẫn) tấn công, buộc Ladislaus phải rút lui khỏi chiến dịch Croatia. Ông bổ nhiệm cháu trai mình là Hoàng tử Álmos làm người quản lý vùng đất Croatia đã chiếm được, thành lập Giáo phận Zagreb như một biểu tượng quyền lực mới, rồi quay trở lại Hungary.
Giữa lúc chiến tranh tiếp diễn, vào năm 1093, giới quý tộc Croatia đã bầu chọn Petar Snačić làm vua. Ông đặt thủ phủ tại Knin, và trị vì trong bối cảnh tranh giành quyền kiểm soát với hoàng tử Álmos, người cuối cùng buộc phải rút về Hungary vào năm 1095.

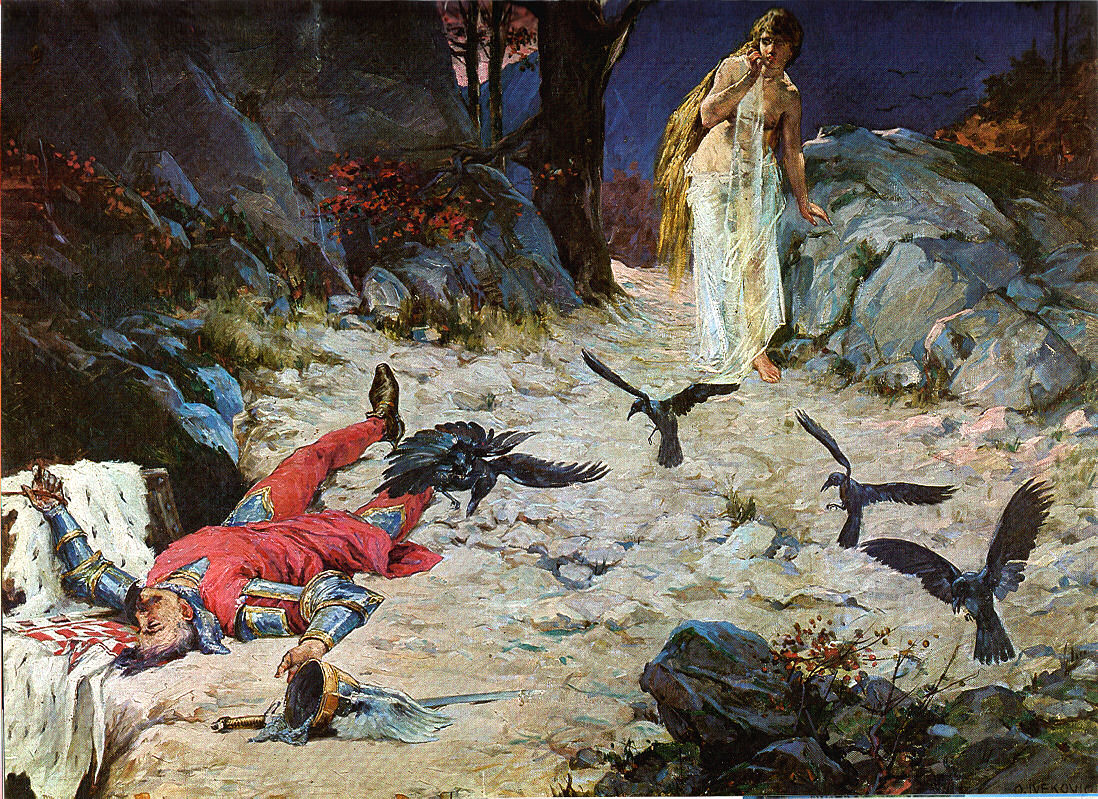
Cái chết của vị vua Croatia cuối cùng (Petar Snačić), bởi Oton Iveković

Ladislaus qua đời năm 1095, để lại quyền kế vị chiến dịch cho cháu là Coloman. Cũng như Ladislaus trước đó, Coloman không bị xem là kẻ chinh phục mà là người có quyền thừa kế ngai vàng Croatia. Ông tập hợp một đội quân lớn để khẳng định yêu sách và năm 1097, đã đánh bại quân đội của vua Petar Snačić trong Trận Gvozd, nơi Petar tử trận.
Khi không còn người lãnh đạo, và Dalmatia lại có nhiều thành phố kiên cố khó bị đánh hạ, các cuộc đàm phán giữa Coloman và giới quý tộc Croatia bắt đầu. Mãi đến năm 1102, các quý tộc Croatia mới chính thức công nhận Coloman làm vua. Ông được đăng quang tại Biograd, và danh hiệu mới của ông là “Vua Hungary, Dalmatia và Croatia”.
Một số điều khoản trong lễ đăng quang được ghi trong văn kiện Pacta Conventa, trong đó đại diện của mười hai gia tộc quý tộc Croatia chấp thuận công nhận Coloman làm vua. Đổi lại, họ được giữ lại đất đai và tài sản, được miễn nộp thuế và cống nạp. Mỗi quý tộc sẽ gửi ít nhất 10 kỵ binh có vũ trang vượt sông Drava khi biên giới của nhà vua bị đe dọa, và chi phí sẽ do nhà vua chi trả. Dù Pacta Conventa không phải là văn bản đích thực có từ năm 1102, gần như chắc chắn đã có một thỏa thuận hay khế ước bằng lời nào đó tương tự giữa giới quý tộc Croatia và Coloman nhằm quy định mối quan hệ giữa hai bên.

### Bối cảnh lịch sử và pháp lý

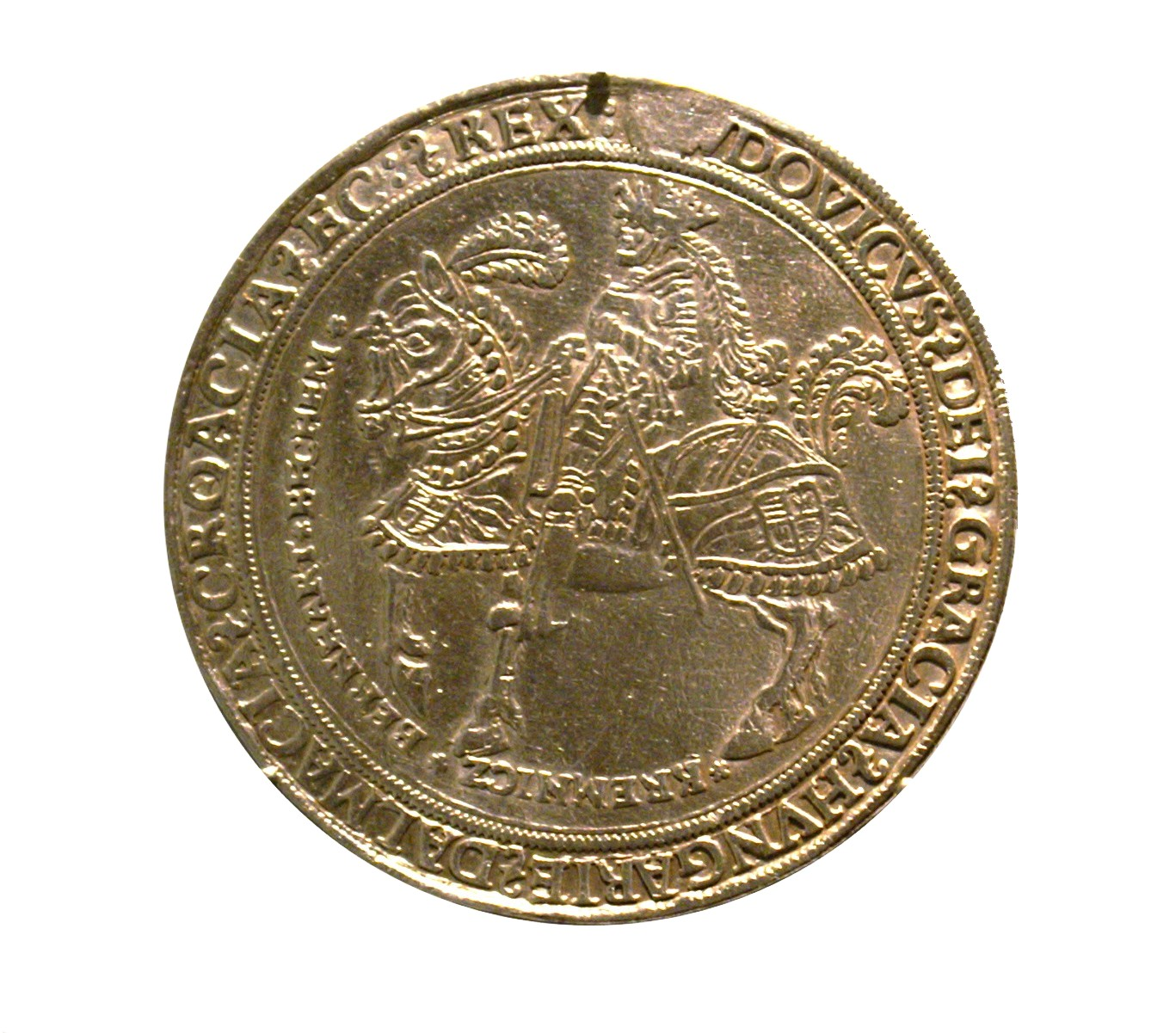
Đồng tiền của Louis II của Hungary với dòng chữ Latinh: “Louis, nhờ ân điển của Chúa, Vua Hungary, Dalmatia, Croatia”

Năm 1102, sau một cuộc khủng hoảng kế vị, vương miện Croatia rơi vào tay triều đại Árpád khi vua Coloman của Hungary được đăng quang ở Biograd với tước hiệu “Vua Croatia và Dalmatia”. Các điều khoản chính xác của liên minh giữa hai vương quốc này trở thành chủ đề tranh cãi vào thế kỷ 19. Hai vương quốc được hợp nhất dưới triều Árpád hoặc là do giới quý tộc Croatia lựa chọn, hoặc là bằng sức mạnh quân sự của Hungary. Các sử gia Croatia cho rằng đây là một liên minh cá nhân dưới hình thức chung một vị vua, quan điểm này cũng được một số sử gia Hungary chấp nhận. Trong khi đó, một số sử gia dân tộc chủ nghĩa Serbia và Hungary lại xem đây là một hình thức sáp nhập. Quan điểm về việc Croatia bị Hungary chiếm đóng xuất hiện trong thế kỷ 19, thời kỳ “thức tỉnh dân tộc” ở Hungary. Trong sử học Hungary cũ, lễ đăng quang của Coloman ở Biograd là vấn đề gây tranh cãi, và họ cho rằng Croatia đã bị chinh phục. Dù quan điểm này vẫn tồn tại đến nay, nhưng khi căng thẳng Croatia–Hungary không còn, nhìn chung đã được chấp nhận rằng Coloman thực sự đã được đăng quang ở Biograd làm vua. Ngày nay, các sử gia luật học Hungary cho rằng mối quan hệ của Hungary với vùng Croatia và Dalmatia cho tới năm 1526 (khi vua Louis II qua đời) gần giống nhất với liên minh cá nhân, tương tự như quan hệ giữa Scotland và Anh.
Theo Worldmark Encyclopedia of Nations và Grand Larousse encyclopédique, Croatia bước vào một liên minh cá nhân với Hungary năm 1102, và đây là cơ sở quan hệ Croatia–Hungary cho tới năm 1918. Encyclopædia Britannica xác định đây là liên minh triều đại. Theo nghiên cứu của Thư viện Quốc hội Hoa Kỳ, Coloman đã dập tắt sự chống đối sau cái chết của Ladislaus I và giành được vương miện Dalmatia và Croatia năm 1102, tạo ra mối liên kết giữa hai vương miện này kéo dài cho tới kết thúc Thế chiến I. Văn hóa Hungary thâm nhập vào Croatia phía bắc, biên giới Croatia–Hungary thay đổi thường xuyên, và đôi khi Hungary coi Croatia như một quốc gia chư hầu. Tuy nhiên, Croatia vẫn có Ban (phó vương) riêng, giới quý tộc địa chủ được hưởng đặc quyền, và Sabor (nghị viện quý tộc). Một số sử gia cho rằng Croatia trở thành một phần của Hungary vào cuối thế kỷ 11 – đầu thế kỷ 12, nhưng bản chất thực sự của mối quan hệ này khó xác định. Có lúc Croatia hành động như một thực thể độc lập, có lúc lại như chư hầu của Hungary, nhưng nhìn chung vẫn giữ được mức độ tự trị đáng kể. Mức độ tự trị này thay đổi theo thời gian, cũng như phạm vi lãnh thổ của Croatia.
Văn kiện được cho là Pacta conventa (Thoả ước đã đồng thuận) hay Qualiter (từ đầu tiên của văn bản) ngày nay được hầu hết sử gia Croatia hiện đại xem là ngụy tạo từ thế kỷ 14. Theo nội dung, vua Coloman và mười hai thủ lĩnh quý tộc Croatia đạt được thỏa thuận trong đó Coloman công nhận quyền tự trị và đặc quyền của họ. Dù không phải văn bản thật từ năm 1102, gần như chắc chắn đã có một thỏa thuận không chính thức điều chỉnh mối quan hệ Hungary–Croatia theo cách tương tự, và nội dung của văn kiện phù hợp với thực tế cai trị ở Croatia trên nhiều phương diện.
Trong Vương quốc Croatia cũng tồn tại “consuetudines antiquae Croatorum” (tục luật cổ của người Croatia), khác biệt với “consuetudo Hungaricalis” (tục luật Hungary). Có thể lần đề cập sớm nhất về consuetudo Croatorum là năm 1348, khi Ivan của Stipko thuộc dòng họ Šubić trong di chúc để lại một phần tài sản cho tu viện Phanxicô Thánh Mary ở Bribir “bất chấp tục lệ Croatia, vốn cấm điều đó” (nec obstante consuetudine aliqua Chroatorum, qua prohibetur, ne quis suum Patrimonium aliis quam suis consaguineis vei propinquis alicui valeat dare). Năm 1361, Ban Nicholas Szécsi được vua Louis I Hungary lệnh “xét xử theo tục lệ Hungary, không theo tục lệ Croatia hay Dalmatia” (non more aut secundum consuetudinem Croatorum an Dalmaticorum, sed iuxta legem et consuetudinem Hungaricalem iudicare deberemus). Năm 1376, các “antiqui homines parcium Crohacie” (kỳ lão Croatia) họp ở Knin để giải thích “iura Crohatorum” (quyền của người Croatia). Trong thế kỷ 15, tục luật này vẫn được áp dụng ở quận Šibenik (Sesubiecerat iurisdictioni Sibenicensi cum hoc quod gubernaretur secundum leges Croatiae). Tục luật Croatia được Cộng hòa Venice duy trì ở Dalmatia (từ năm 1409) và được ghi lại trong nhiều bộ luật như Luật Vinodol (thế kỷ 13), Luật Poljica (thế kỷ 14–15), Luật Novigrad (thế kỷ 15) và Luật Vrana (thế kỷ 15),... Trong Vương quốc Croatia, cả tục luật Croatia và Hungary tiếp tục được dùng cho tới đầu thế kỷ 16, khi Tripartitum (1514) của István Werbőczy ra đời. Trong đó ông ghi nhận rằng “luật pháp và tục lệ pháp lý (…) của các vương quốc Dalmatia, Croatia, Slavonia và Transylvania khác ở một số điều khoản so với luật pháp và tục lệ của quê hương chúng ta, tức Vương quốc Hungary này… người Dalmatia, Croatia, Slavonia và Transylvania (…) trong nhiều tục lệ pháp lý dùng những tập quán khác hẳn với chúng ta”.
Tất cả các thiết chế quý tộc, pháp luật và đặc quyền nói trên, cùng việc tên gọi Vương quốc Croatia (và Dalmatia) và người Croatia được liên tục nhắc đến trong các văn kiện chính thức, đã duy trì và củng cố sự tồn tại của một quốc gia Croatia tiền hiện đại.

## Địa lý và tổ chức hành chính
Vương quốc Croatia được giới hạn:

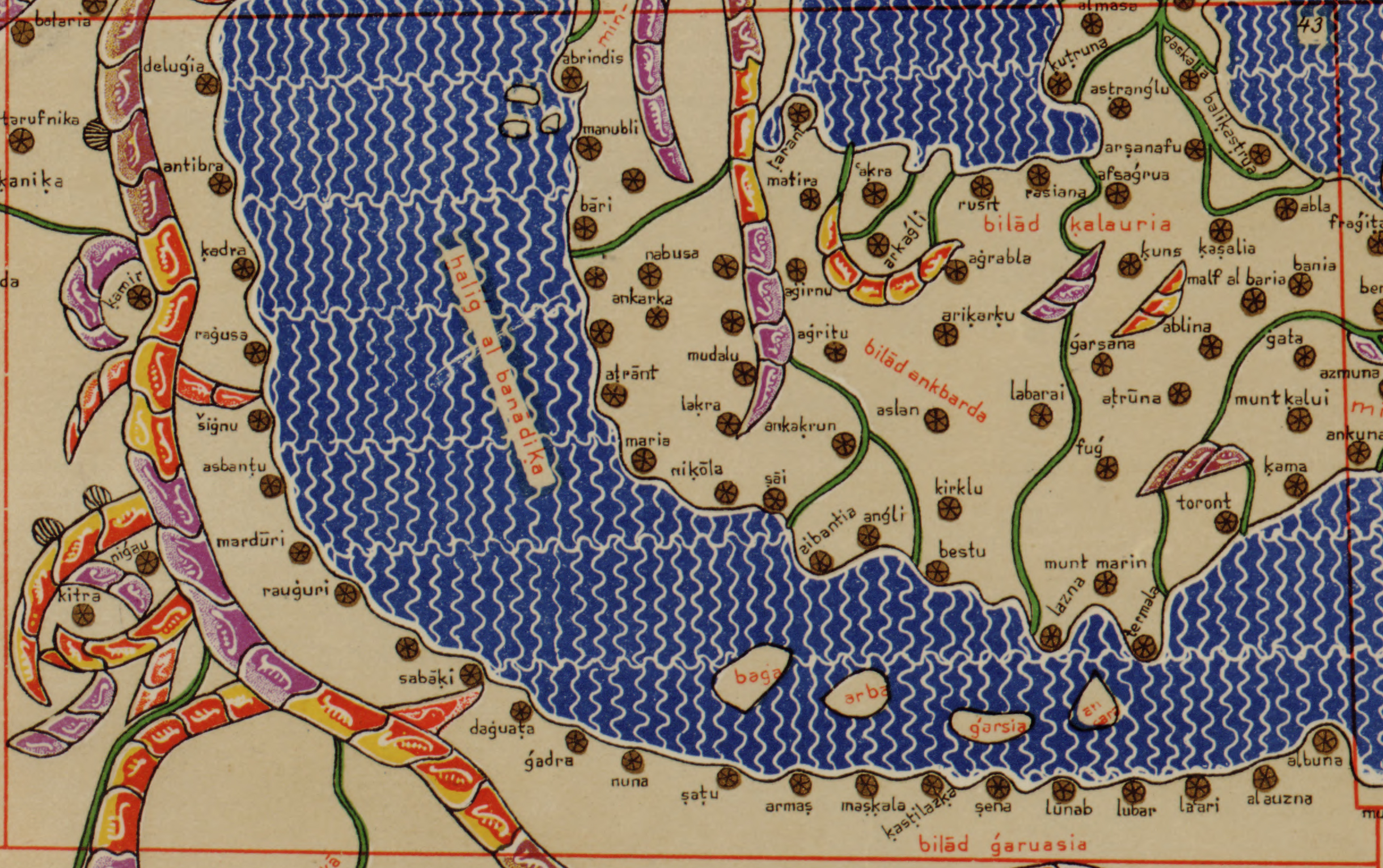
Một trong những bản đồ cổ nhất mô tả Croatia, từ tác phẩm Tabula Rogeriana năm 1154

- Phía tây: bờ biển Dalmatia (từ mũi phía bắc của vịnh Kvarner tới cửa sông Neretva ở phía nam)
- Phía đông: theo dòng chảy của sông Vrbas và sông Neretva
- Phía nam: hạ lưu sông Neretva
- Phía bắc: núi Gvozd và sông Kupa[48][49]

Khu vực giữa Dalmatia và sông Neretva, tức Hum phía tây, không phải lúc nào cũng thuộc quyền kiểm soát của Croatia. Thuật ngữ “Dalmatia” thường chỉ một số thành phố và đảo ven biển, đôi khi được dùng đồng nghĩa với “Croatia”, và chỉ mở rộng sâu vào đất liền khi Cộng hòa Venice bành trướng vào thế kỷ 15.
Trong nửa sau thế kỷ 15 và đầu thế kỷ 16, biên giới Croatia mở rộng về phía bắc, bao gồm cả hạt Zagreb và vùng phụ cận, vốn đã được đặt dưới cùng một hệ thống hành chính
Croatia do một quan phó vương (ban) cai quản thay cho nhà vua. Sau khi vua Emeric lên ngôi năm 1196, em trai ông là Andrew II trở thành Công tước Croatia và Dalmatia năm 1198, sau một cuộc xung đột ngắn giữa hai người. Từ đó, Croatia và Slavonia được đặt dưới quyền các Công tước Croatia, những người quản lý lãnh địa của mình – vẫn được gọi là Vương quốc Croatia – như những nhà cai trị bán độc lập.
Dưới quyền công tước vẫn có ban, thường là quý tộc lớn, đôi khi là người Croatia, đôi khi là người Hungary. Một ban duy nhất quản lý toàn bộ các tỉnh của Croatia cho tới năm 1225, khi lãnh thổ do ban quản lý được chia thành hai: Ban Croatia và Dalmatia và Ban Slavonia. Sau năm 1345, đôi khi hai chức vụ này do cùng một người đảm nhiệm, và được hợp nhất trở lại năm 1476.
Lãnh thổ Croatia được chia thành các hạt. (Croatian: županije), mỗi hạt do một quận trưởng (župan) cai quản. Các quận trưởng Croatia là quý tộc địa phương theo chế độ cha truyền con nối, tiếp tục cai trị theo tục luật Croatia như trước năm 1102 Về tôn giáo, Croatia ở phía nam núi Gvozd nằm dưới quyền quản hạt của Tổng giám mục Split, còn Slavonia thuộc quyền Tổng giám mục Kalocsa.

## Lịch sử

### Xung đột với Venice và Byzantine

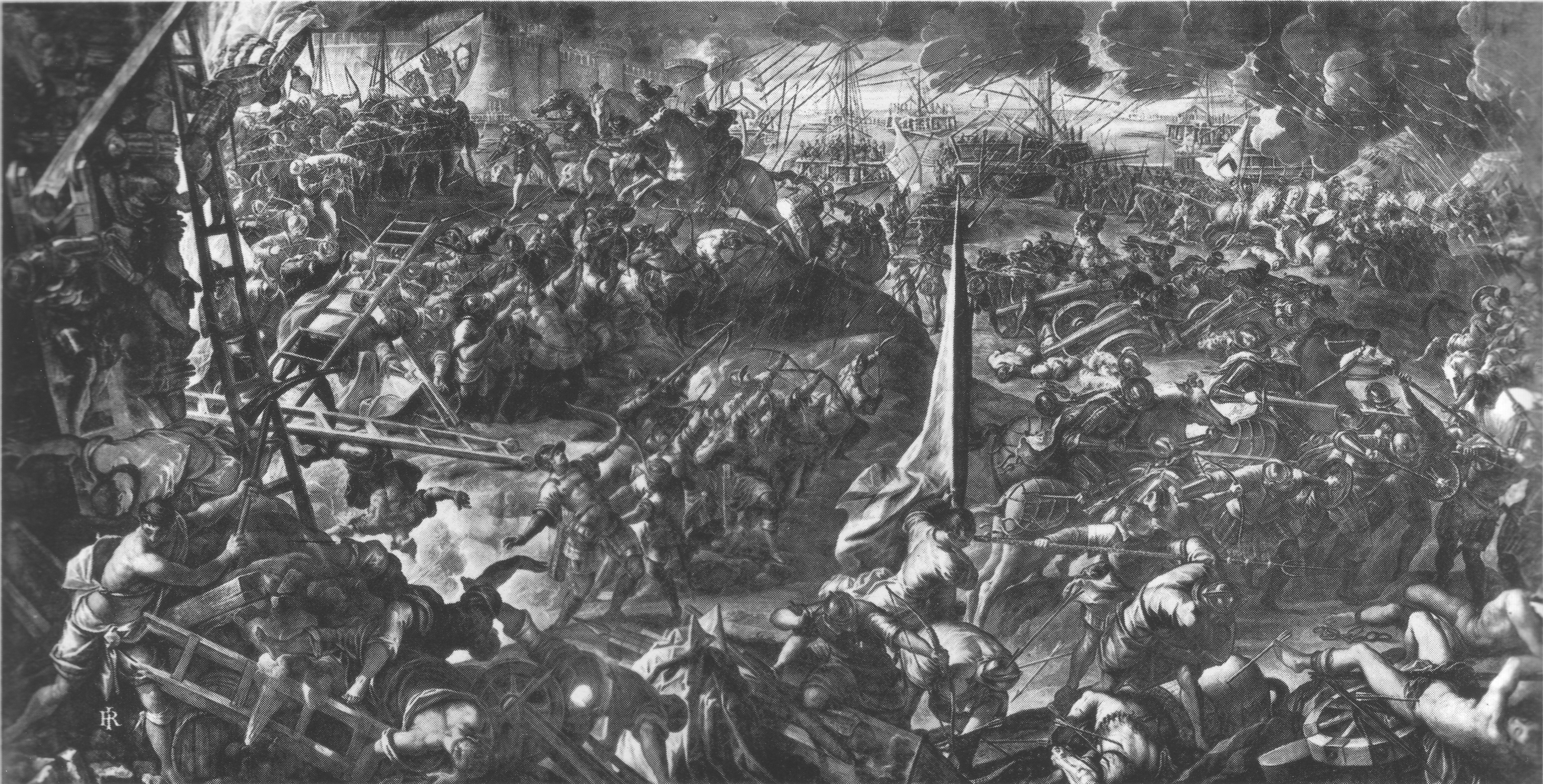
Cuộc bao vây Zadar năm 1202 bởi quân Thập tự chinh và Venice

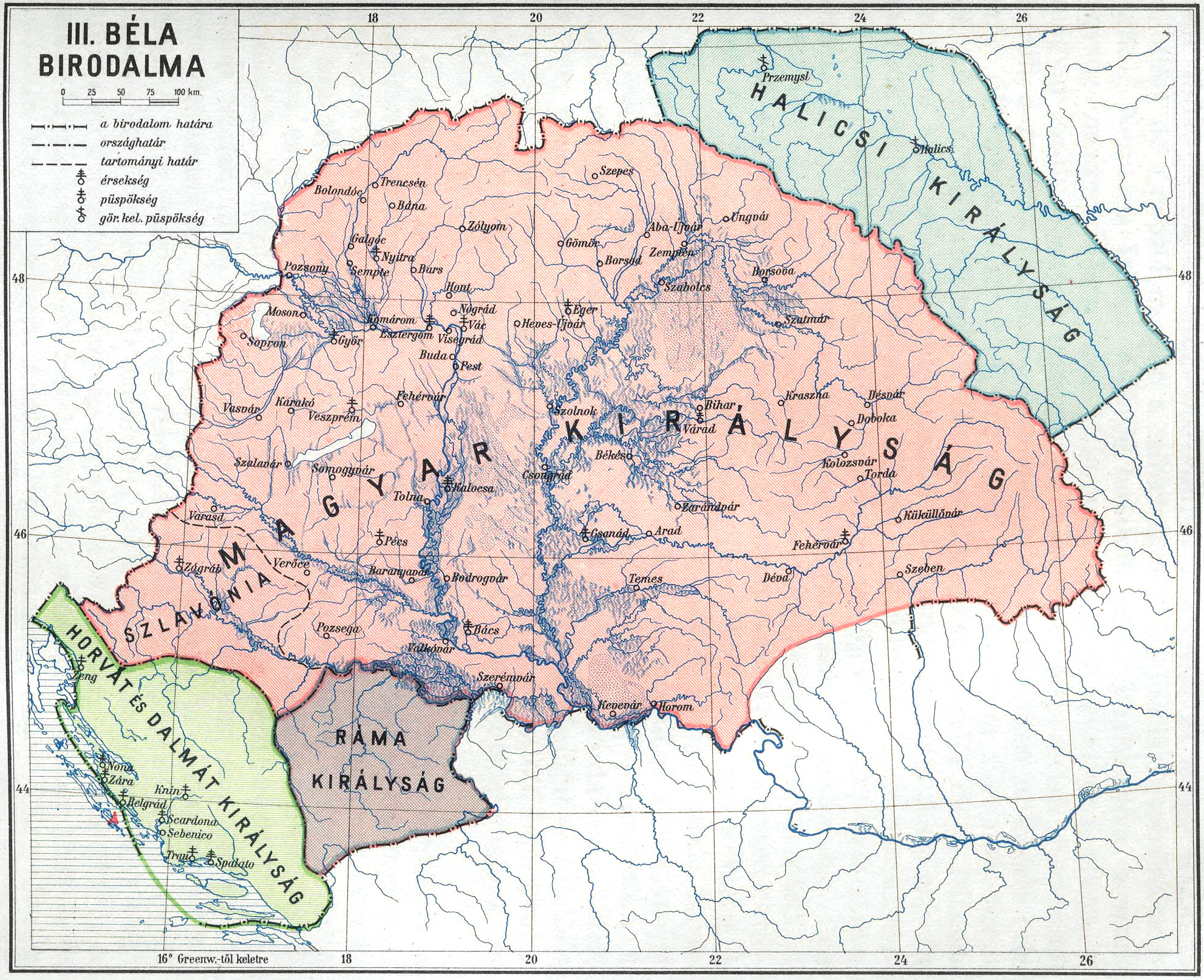
Vương quốc Croatia và Dalmatia vào cuối thế kỷ 12 (màu xanh nhạt)

Đến năm 1107, vua Coloman đã kiểm soát hầu hết các thành phố ven biển Dalmatia vốn trước đây thuộc Byzantine. Do tầm quan trọng của các thành phố này, người Hungary và Croatia thường xuyên giao tranh với Venice và Byzantine để giành quyền kiểm soát khu vực. Năm 1116, sau khi Coloman qua đời, Venice tấn công bờ biển Dalmatia, đánh bại quân của Ban Croatia Cledin và chiếm Biograd, Split, Trogir, Šibenik, Zadar và một số đảo. Vua Stephen II, người kế vị Coloman, đã cố gắng giành lại các thành phố này năm 1117 nhưng thất bại, dù Doge Ordelafo Faliero của Venice bị giết trong một trận chiến gần Zadar. Hai bên ký một hiệp ước đình chiến 5 năm, công nhận nguyên trạng.
Năm 1124, Stephen II lại tấn công các vùng do Venice chiếm giữ và giành lại Biograd, Split, Šibenik và Trogir, nhưng Zadar và các đảo vẫn thuộc Venice. Năm 1125, Doge Domenico Michele tái chiếm các thành phố này và phá hủy Biograd. Đến năm 1131, Béla II lên ngôi và năm 1133 đã lấy lại được các thành phố mất trước đó, ngoại trừ Zadar. Năm 1167, một phần Croatia nằm phía nam sông Krka, cùng với Bosnia, bị Byzantine chinh phục và giữ cho đến khi Hoàng đế Manuel I Komnenos qua đời năm 1180, lúc này Byzantine rút khỏi các vùng đất đã chiếm. Sau năm 1180, quyền quản lý của ban được mở rộng, nhưng phạm vi quyền lực và chức năng vẫn chưa được xác định rõ ràng.
Sau cái chết của Hoàng đế Manuel I, Byzantine không còn khả năng duy trì quyền lực ổn định ở Dalmatia. Ngay sau đó, Zadar nổi dậy chống Venice và trở thành chiến trường liên tục cho đến năm 1202, khi trong Cuộc Thập tự chinh thứ tư, quân Venice dưới quyền Doge Enrico Dandolo cùng các hiệp sĩ Thập tự chinh đã cướp phá Zadar (Zara), mặc dù vua Emeric khi đó đã cam kết tham gia Thập tự chinh. Đây là lần đầu tiên quân Thập tự chinh tấn công một thành phố Công giáo. Venice yêu cầu hành động này như một khoản bồi thường cho việc vận chuyển họ đi xa hơn về phía đông tới Constantinople, nơi họ sau đó thành lập Đế quốc Latin. Xung đột với Venice vẫn tiếp diễn cho đến năm 1216 dưới triều vua Andrew II, người đã sử dụng hạm đội Venice để tham gia Cuộc Thập tự chinh thứ năm.

### Phong kiến hóa và quan hệ giữa giới quý tộc

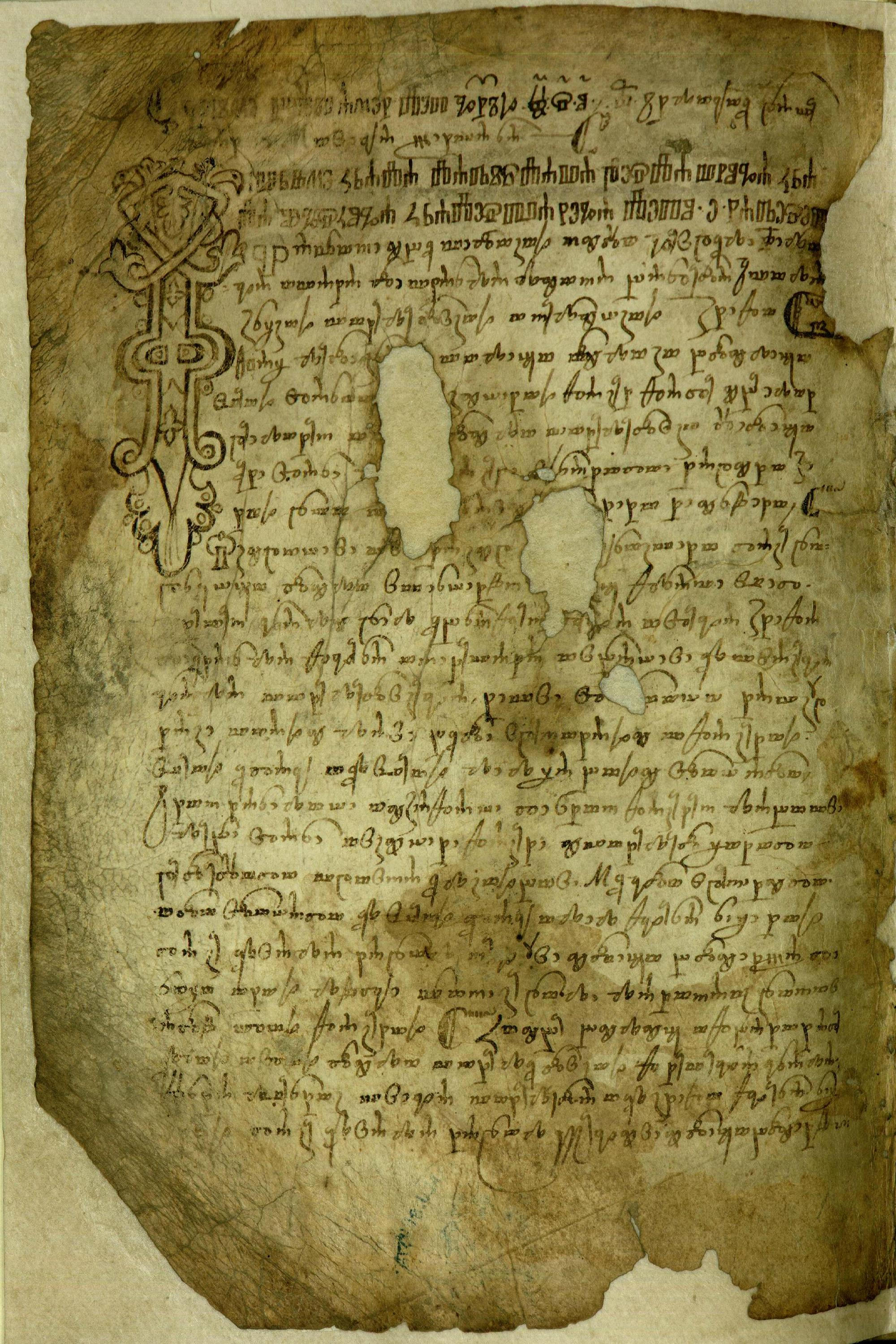
Bộ luật Vinodol – một bộ luật Croatia viết bằng chữ Glagolitic năm 1288

Vào thế kỷ 12, dưới ảnh hưởng của [[hệ thống phong kiến đang thịnh hành ở châu Âu trung cổ và cũng áp dụng ở Hungary lẫn Croatia, ở Croatia đã hình thành một tầng lớp quý tộc hùng mạnh. Tầng lớp này chủ yếu là hậu duệ của mười hai bộ tộc quý tộc Croatia nguyên thủy.
Khác với nhiều nơi khác ở châu Âu, ở Croatia không tồn tại quý tộc được nhà vua ban tước hay dựa trên công trạng phục vụ hoàng gia. Những quý tộc này thường nắm và quản lý trọn các hạt (županija), đứng đầu tòa án địa phương và thực thi phán quyết, khiến dân cư địa phương gần như tách biệt hoàn toàn với bộ máy nhà nước trung ương.
Các gia tộc quý tộc nổi bật (thế kỷ 12 – đầu thế kỷ 13):
- Gia tộc Šubić (Vương hầu Bribir): chia thành nhiều nhánh, cai trị vùng nội địa Dalmatia, đặt thủ phủ tại Bribir.
- Gia tộc Babonić: kiểm soát Slavonia phía tây và dọc bờ phải sông Kupa.
- Gia tộc Kačić: vùng giữa sông Cetina và Neretva, thủ phủ tại Omiš, nổi tiếng vì hoạt động cướp biển.
- Gia tộc Frankopan (Vương hầu đảo Krk): cai trị đảo Krk, vùng Kvarner và hạt Modruš ở Lika phía bắc.
- Các gia tộc nhỏ hơn: Gusić (về sau có nhánh Kurjaković), Kukar, Lapčan và Karinjan, Mogorović, Tugomirić...[60][61]

#### Sự hiện diện của các dòng tu quân sự
Do ảnh hưởng của Cuộc Thập tự chinh thứ hai (1145–1149), Hiệp sĩ Dòng Đền (Knights Templar) và Hiệp sĩ Cứu tế (Knights Hospitaller) đã được ban cấp nhiều tài sản tại Croatia. Người đầu tiên trao quyền lợi cho họ là Ban Borić của Bosnia.
Cuối thế kỷ 12, Dòng Đền đã sở hữu đất đai tại Vrana, Senj, Nova Ves gần Zagreb, v.v.

#### Xung đột Domald – Šubić (đầu thế kỷ 13)
Năm 1221, bùng nổ chiến tranh giữa Domald (khi đó là Vương hầu Split và Bá tước Cetina) và gia tộc Šubić để tranh quyền sở hữu Split.
Domald: lai lịch không rõ, có thể thuộc gia tộc Snačić hoặc Kačić. Ông từng giữ Šibenik, pháo đài Klis và thậm chí chiếm Zadar từ tay Venice năm 1209.
Năm 1221, dân Split trục xuất Domald và bầu Višan Šubić làm vương hầu. Šubić thắng thế, nhưng nội bộ gia tộc bùng nổ chiến tranh giữa Gregory III Šubić của Bribir và Višan. Gregory thắng, xử tử Višan, chiếm đất đai của ông và trở thành lãnh đạo tối cao của gia tộc.
Domald vẫn giữ Klis và muốn chiếm lại Split, nhưng mất Klis rồi liên minh với Kačić. Năm 1229, Domald đánh bại phó tướng của Gregory ở Split và trở lại làm vương hầu.
Năm 1231, Gregory trở lại Split. Sau khi Gregory qua đời, Domald tận dụng thời cơ chiếm lại Split lần nữa (1235), nhưng mất vào tay Marko I Šubić chỉ hai năm sau. Cuộc chiến chấm dứt khi Stjepko Šubić đánh bại và bắt giữ Domald tại Klis.

#### Tính chất phân quyền ở Croatia và Slavonia
Trong suốt thế kỷ 13, Croatia và Slavonia vẫn phân quyền dưới tay quý tộc địa phương, trái ngược với tình hình Hungary khi giới quý tộc ở đó nổi dậy chống vua Andrew II, buộc ông phải ban Kim ấn thư năm 1222 (Golden Bull of 1222) để xác định quyền lợi của họ, như:
- Miễn thuế
- Quyền từ chối tuân lệnh nhà vua nếu vua vi phạm quyền của quý tộc
- Các quý tộc Croatia vốn đã hưởng hầu hết các đặc quyền này từ trước thời Andrew II.[61]

### Cuộc xâm lược của Mông Cổ
Dưới triều vua Béla IV, quân Mông Cổ (hay còn gọi là Tatar), sau khi chinh phục Kyiv và miền nam Rus, đã xâm lược Hungary năm 1241. Trong trận Mohi trên sông Sajó ngày 11 tháng 4 năm 1241, quân Mông Cổ tiêu diệt toàn bộ quân đội Hungary. Coloman, em trai vua Béla, bị thương nặng và được đưa xuống Croatia, nơi ông qua đời vì vết thương. Batu Khan phái em họ là Kadan dẫn một đội quân từ 10.000–20.000 người truy đuổi vua Béla, người đã chạy sang Croatia.
Năm 1242, quân Mông Cổ vượt sông Drava và bắt đầu cướp phá các hạt Požega và Križevci ở Slavonia. Chúng tàn phá Čazma và Zagreb, đốt cháy nhà thờ chính tòa của thành phố. Giới quý tộc cùng vua Béla di chuyển về phía nam đến các pháo đài Klis, Split, Trogir và các đảo lân cận.
Tháng 3 năm 1242, quân Mông Cổ tiến đến gần Split và tấn công Klis vì cho rằng vua Béla (lúc đó đang ở Trogir) ẩn náu tại đây, nhưng không chiếm được pháo đài.
Sau đó, tin tức về cái chết của Đại hãn Ögedei ở Karakorum đến. Để kịp tham gia việc bầu chọn tân đại hãn, quân Mông Cổ rút lui. Một cánh quân rút về phía đông qua Zeta, Serbia và Bulgaria, cướp bóc trên đường đi; cánh quân còn lại cướp phá vùng Dubrovnik và đốt cháy thị trấn Kotor.
Sau khi quân Mông Cổ rời đi, lãnh thổ Croatia bị tàn phá nặng nề và nạn đói lớn bùng phát. Cuộc xâm lược này cho thấy chỉ những thành phố được kiên cố hóa mới có thể chống lại họ. Do quân Mông Cổ vẫn chiếm giữ phần lớn Đông Âu, Croatia bắt đầu xây dựng hệ thống phòng thủ: dựng thêm pháo đài mới và củng cố, sửa chữa các công trình hiện có.
Các thị trấn – pháo đài tiêu biểu được xây dựng sau đó gồm Medvedgrad trên núi Medvednica (phía trên Zagreb), Garić, Lipovac, Okić, Kalnik… Ngày 16 tháng 11 năm 1242, vua Béla ban Kim ấn thư cho cư dân Gradec (nay là một phần của Zagreb), công nhận đây là thành phố hoàng gia tự do. Giới quý tộc được phép xây dựng lâu đài trên đất của mình và tăng quy mô quân đội, khiến họ trở nên độc lập hơn.

### Nội chiến thế kỷ 13

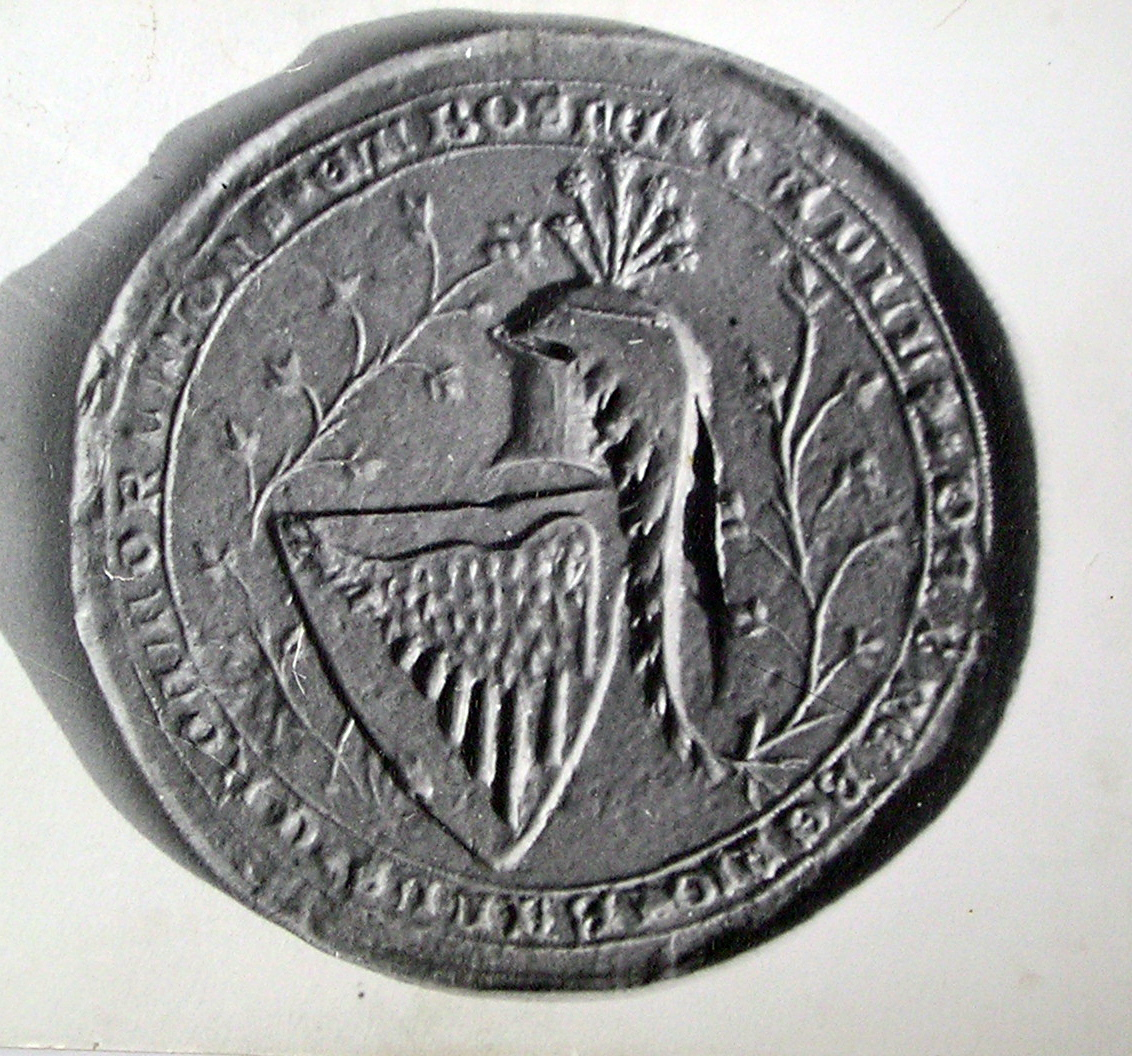
Ấn triện của Paul I Šubić của Bribir, khắc dòng chữ Latinh “Paulus de Breberio banus Croatorum D[omi]n[u]s et Bosnae” (Paul xứ Bribir, Ban của người Croatia và Chúa tể xứ Bosnia).

Cuộc xâm lược của Mông Cổ tạm thời chấm dứt các cuộc chiến nội bộ giữa giới quý tộc, nhưng ngay sau khi quân Mông Cổ rút đi vào đầu những năm 1240, một cuộc nội chiến lại bùng phát ở Croatia.
Nguyên nhân xuất phát từ tranh chấp quyền sở hữu làng Ostrog, mà cả Split và Trogir đều tuyên bố là của mình. Năm 1242, vua Béla IV ban đặc chiếu xác nhận Ostrog thuộc về Trogir.
- Trogir: được vua và gia tộc Šubić ủng hộ, lãnh đạo bởi Stjepko Šubić.
- Split: liên minh với gia tộc Kačić, Andrew xứ Hum và Ban Matej Ninoslav của Bosnia.

Năm 1244, Split bầu Matej Ninoslav làm vương hầu, và cùng năm này Ninoslav tấn công Trogir nhưng thất bại. Khi Ninoslav rút về Bosnia, một đội quân lớn do Ban Slavonia Denis Türje, Stjepko Šubić và Daniel Šubić chỉ huy tiến đánh Split, buộc thành phố đầu hàng ngay lập tức. Hiệp ước hòa bình được ký ngày 19 tháng 7 năm 1244.
Một đạo quân khác do vua Béla IV dẫn đầu tiến vào Bosnia, buộc Ban Matej Ninoslav ký hòa ước ngày 20 tháng 7 năm 1244. Để ngăn các cuộc chiến tương tự giữa các thành phố ven biển Dalmatia, vua Béla IV chuyển quyền bầu chọn thống đốc thành phố – vốn trước đây do chính các thành phố tự quyết – sang cho Ban của Croatia. Gia tộc Šubić không hài lòng vì trước đây họ kiểm soát hầu hết các thành phố ven biển.

#### Chính sách “thành phố hoàng gia tự do”
Các vua sau này tìm cách khôi phục ảnh hưởng của mình bằng cách trao đặc quyền “thành phố hoàng gia tự do”, tách các đô thị này khỏi quyền lực quý tộc địa phương.
- Varaždin: 1220
- Vukovar: 1231
- Virovitica: 1234 (vua Andrew II)
- Petrinja: 1240
- Gradec (trừ Kaptol, thuộc quyền giám mục Zagreb): 1242
- Samobor: 1242
- Križevci: 1252
- Jastrebarsko: 1257

Các thành phố tự do bầu hội đồng riêng, có chính quyền và tòa án riêng, tự thu thuế, quản lý kinh tế và thương mại của mình.

#### Sự trở lại của quyền lực quý tộc
Tuy nhiên, quý tộc địa phương vẫn tiếp tục mạnh lên. Quyền lực hoàng gia suy yếu cho phép gia tộc Šubić khôi phục vai trò trước kia ở các thành phố ven biển.
Những năm 1270, họ giành lại Trogir, Split và Šibenik.
Năm 1274, Paul I Šubić của Bribir (tiếng Croatia: Pavao I Šubić Bribirski) trở thành thủ lĩnh gia tộc và được bổ nhiệm làm Ban của Croatia và Dalmatia.
Các anh em ông nắm chức vương hầu tại các thành phố Dalmatia: Mladen I Šubić ở Split, George I Šubić ở Trogir và Šibenik.
Năm 1280, Venice tấn công các lãnh địa ven biển của gia tộc Kačić và chiếm Omiš. Paul Šubić tận dụng thời điểm Kačić suy yếu để chiếm các lãnh thổ đất liền giữa sông Neretva và Cetina.

### Tranh chấp hoàng tộc và gia tộc Šubić

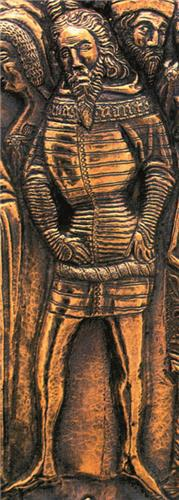
Hình minh họa Pavao I Šubić Bribirski (Paul I Šubić) trên hòm thánh tích Thánh Simeon ở Zadar.

Năm 1290, vua Ladislaus IV qua đời không để lại con trai, mở đầu cuộc chiến giành ngôi giữa:
- Andrew III (nhà Árpád)
- Charles Martel của Anjou (nhà Anjou)

Pavao I Šubić Bribirski (Paul I Šubić) – Ban của Croatia – cùng phần lớn quý tộc Croatia ủng hộ Charles Martel, còn đa số quý tộc Hungary ủng hộ Andrew III. Ban đầu, gia tộc Babonić đứng về phe Anjou nhưng nhanh chóng chuyển sang phe Andrew.
Cha của Charles Martel, Charles II xứ Naples, để giữ ủng hộ từ Croatia, đã nhân danh con trai trao toàn bộ lãnh thổ từ núi Gvozd đến sông Neretva cho Paul Šubić thừa kế vĩnh viễn. Điều này biến chức Ban Croatia thành chức cha truyền con nối trong gia tộc Šubić, còn các quý tộc Croatia khác trở thành chư hầu của họ. Andrew III cũng phải ra điều lệ công nhận quyền thừa kế của Paul để tranh giành sự ủng hộ. Sự tranh chấp giữa hai vua và quyền lực trung ương suy yếu đã khiến gia tộc Šubić trở thành gia tộc quyền lực nhất Croatia.

#### Cuộc chiến kế vị và Charles I
Tại Zagreb, Kaptol (thành của giám mục) ủng hộ Charles Martel, còn Gradec ủng hộ Andrew, gây ra giao tranh dữ dội. Sau khi Charles Martel qua đời (1295), quyền kế vị truyền cho con trai ông Charles I (Charles Robert).
Năm 1299, Andrew III – không có con trai – chỉ định chú mình là Albertino Morosini làm người thừa kế, khiến Paul Šubić cử em trai George I Šubić đến Roma xin Giáo hoàng phê chuẩn cho Charles I. Tháng 8/1300, Charles I đến Croatia.
Tháng 1/1301, Andrew III qua đời, nhà Árpád tuyệt tự. Paul Šubić hộ tống Charles I đến Zagreb, nơi ông được công nhận là vua. Tháng 3/1301, Tổng giám mục tấn phong Charles I làm vua Hungary và Croatia tại Esztergom với vương miện tạm, không phải Thánh miện Hungary ở Székesfehérvár như tục lệ.

Bản đồ lãnh địa của Paul I Šubić năm 1312 (ngay sau khi chiếm Zadar từ Venice) cho thấy phạm vi cai trị lớn nhất của ông (Croatia, Bosnia, và Hum).

Quyền lợi mà Paul Šubić đạt được trong khủng hoảng kế vị được xác nhận, củng cố quyền phó vương cha truyền con nối. Tuy Croatia công nhận Charles I, nhiều quý tộc Hungary ủng hộ Wenceslaus, con vua Bohemia, gây ra nội chiến ở Hungary – nhưng Croatia vẫn nằm dưới quyền kiểm soát vững chắc của Paul.

#### Mở rộng quyền lực sang Bosnia
Năm 1299, Paul chiếm Bosnia, tự xưng Ban của người Croatia và Chúa tể xứ Bosnia (Banus Croatorum Dominus et Bosnae), và phong em trai Mladen I Šubić làm Ban Bosnia.
Năm 1304, Mladen I bị giết ở Bosnia → Paul mở chiến dịch củng cố quyền lực, từ 1305 xưng Chúa tể toàn Bosnia (tiếng Latinh: totius Bosniae dominus).
Mladen II (con thứ hai) được phong Ban Bosnia.
Paul II (con thứ ba) làm Vương hầu Split.
Quyền lực của Paul trải dài từ Gvozd đến Neretva, từ biển Adriatic đến sông Bosna, chỉ còn Zadar thuộc Venice. Ông đúc tiền riêng, gần như là quốc vương độc lập.

#### Xung đột với Venice và sự suy vong của gia tộc Šubić
Năm 1311, Paul khởi xướng khởi nghĩa thành công ở Zadar chống Venice. Chiến tranh tiếp tục cho tới khi ông qua đời ngày 1/5/1312, kế vị là Mladen II Šubić. Sau đó:
- 1313: Venice tái chiếm Zadar.[71]
- 1322: Nội chiến Croatia, trận Bliska → Mladen II thất bại trước liên minh quý tộc Croatia (trong đó có em trai Paul II) và các thành phố ven biển do John Babonić chỉ huy.
- Hội đồng Knin: John Babonić được phong Ban Croatia và Dalmatia, chấm dứt quyền phó vương cha truyền con nối của Šubić.

Lãnh địa bị chia nhỏ:
- Paul II giữ Bribir và Ostrovica.
- George II giữ Klis, Skradin và Omiš.[73]

Sau đó, Ivan Nelipić nổi lên thống trị Croatia, chiếm Knin và chống lại quyền lực hoàng gia. Venice thừa cơ chiếm Split (1327), Nin (1329). Stephen II Kotromanić, Ban Bosnia, chiếm vùng giữa Cetina và Neretva cùng Imotski, Duvno, Livno, Glamoč.
Ivan Nelipić cai trị độc lập từ Knin đến khi mất năm 1344. Sau đó, Louis I khôi phục quyền lực hoàng gia, thống nhất Croatia, bổ nhiệm Nicholas Hahót làm Ban Slavonia, Croatia và Dalmatia – lần đầu tiên sau nhiều thập kỷ có đại diện hoàng gia chính thức.

### Thay đổi lãnh thổ ở Dalmatia

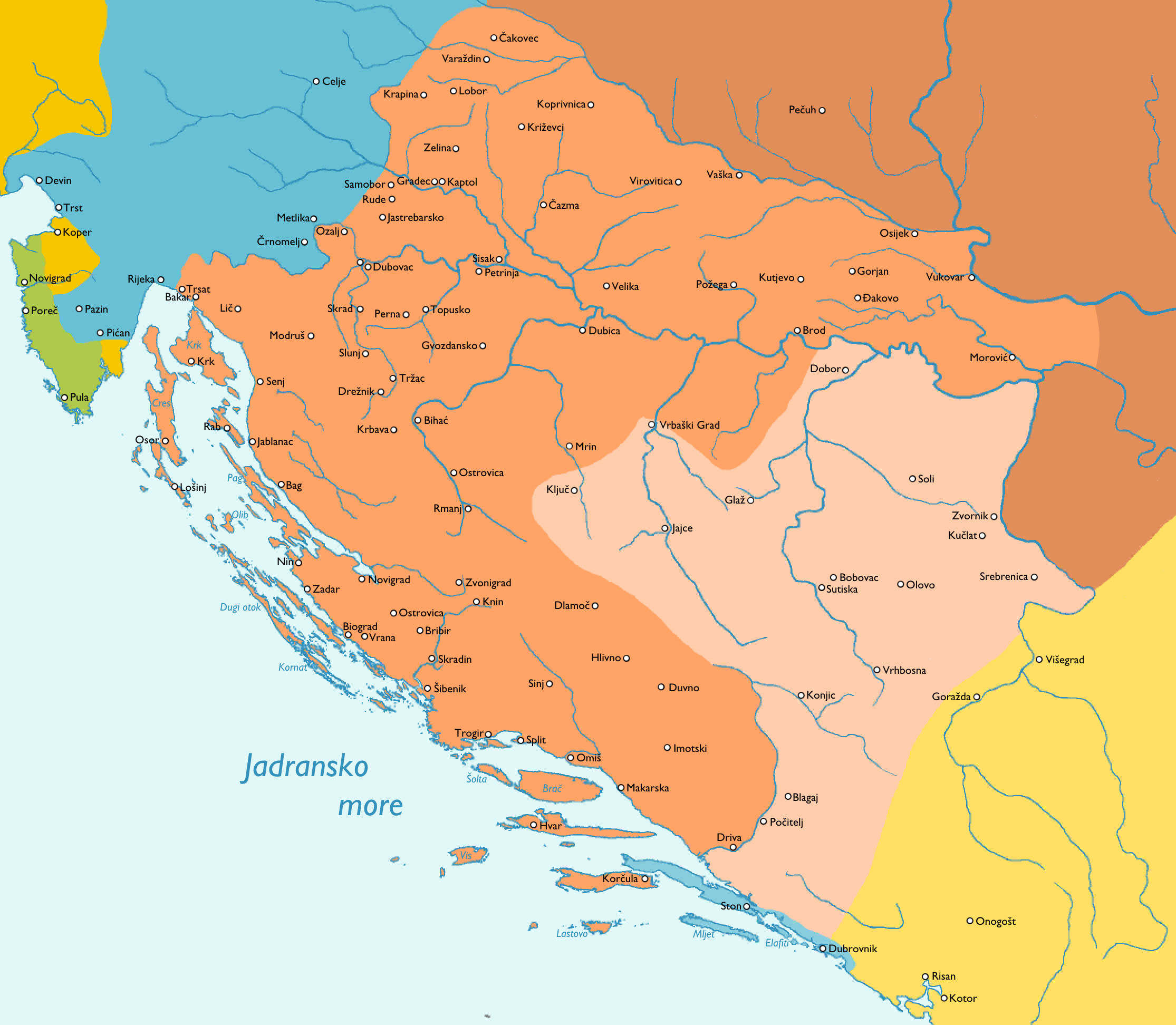
Croatia sau Hiệp ước Zadar (1358).

Năm 1345, thành phố Zadar một lần nữa nổi dậy chống lại Cộng hòa Venice, nhưng sau một cuộc vây hãm kéo dài đến cuối năm 1346, quân Venice đã tái chiếm được thành phố. Để trả đũa cuộc nổi dậy, Venice phá hủy tường thành ven biển của Zadar, tịch thu vũ khí của cư dân và cử một người Venice làm tổng trấn thành phố. Năm 1348, Vua Louis I ký hiệp ước hòa bình tám năm với Venice.
Năm 1356, sau khi hiệp ước hết hiệu lực, Louis phát động tấn công vào lãnh thổ Venice mà không có tuyên chiến trước. Quân Croatia do Ban John Csúz xứ Ludbreg chỉ huy. Các thành phố Split, Trogir và Šibenik nhanh chóng lật đổ các tổng trấn Venice, trong khi Zadar thất thủ sau một cuộc vây hãm ngắn. Cùng thời điểm đó, Louis cũng giành thắng lợi ở miền bắc Ý, buộc Venice phải ký Hiệp ước Zadar ngày 18 tháng 2 năm 1358.
Theo hiệp ước này, Vua Louis giành quyền kiểm soát toàn bộ khu vực Dalmatia, từ đảo Cres đến Durrës ở Albania, bao gồm cả Dubrovnik (Ragusa), vốn hoạt động như một đơn vị độc lập. Doge của Venice phải từ bỏ tước hiệu "Công tước Croatia và Dalmatia". Sau đó, toàn bộ lãnh thổ Croatia được thống nhất dưới một nền hành chính duy nhất và đặt dưới quyền của Ban Croatia và Dalmatia. Nhờ vậy, kinh tế Croatia phát triển mạnh vào cuối thế kỷ 14, đặc biệt tại các thành phố ven biển Adriatic. Nhiều thị trấn hoàng gia mới được thành lập trên các tuyến thương mại, giới thương nhân giàu có ngày càng chi phối các đô thị, và bối cảnh mới này đánh dấu sự khởi đầu của quá trình hội nhập văn hóa giữa vùng duyên hải và lục địa Croatia.

### Phong trào chống triều đình
Sau cái chết của Vua Louis I năm 1382, vợ ông là Elizabeth xứ Bosnia giữ vai trò nhiếp chính cho con gái Nữ hoàng Mary, lúc đó mới 11 tuổi. Tuy nhiên, việc Mary lên ngôi bị một số quý tộc phủ nhận, họ cho rằng Charles III của Napoli mới là người thừa kế hợp pháp. Ở Croatia, John của Palisna, viện trưởng Vrana, là người đầu tiên đứng lên chống lại Elizabeth. Ông chủ yếu phản đối chính sách tập quyền mà Louis I từng áp đặt. John được Tvrtko I của Bosnia (được tôn làm vua Bosnia từ 1371) hậu thuẫn. Tuy nhiên, John bị quân Elizabeth đánh bại, mất thành Varna và phải chạy sang Bosnia.
Sau một thời gian yên ổn ngắn ngủi, năm 1385 lại bùng phát phong trào chống Mary và Elizabeth, do John Horvat, Ban xứ Macsó, cùng em trai ông là Paul Horvat, Giám mục Zagreb lãnh đạo. Hai anh em liên minh với John of Palisna, người vừa được Charles III bổ nhiệm làm Ban Croatia, Dalmatia và Slavonia trong năm đó. Họ giúp Charles phế truất Mary, buộc bà thoái vị cuối năm 1385. Tuy nhiên, chỉ ít lâu sau, tháng 2 năm 1386, Elizabeth cho ám sát Charles.

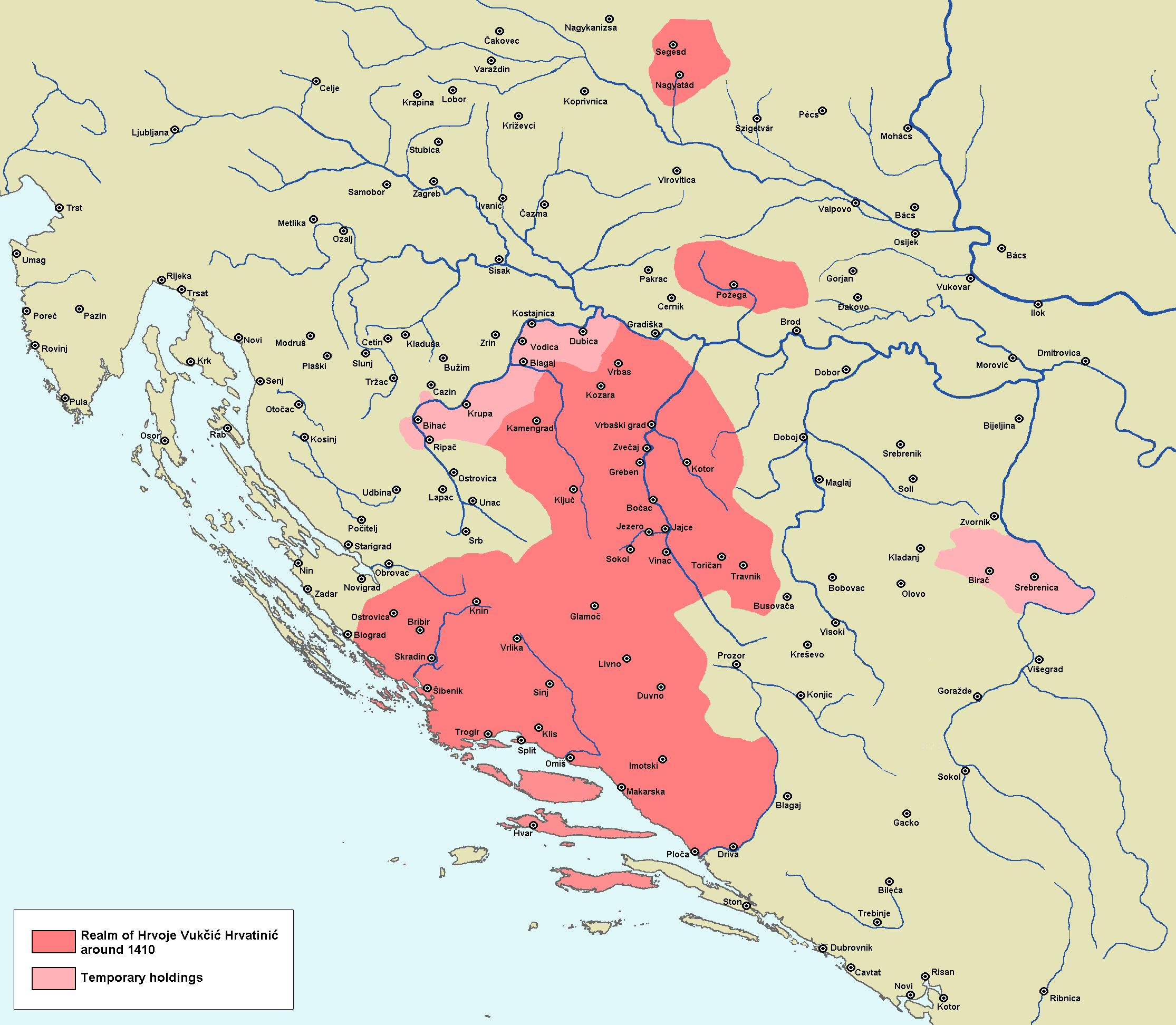
Lãnh địa của Hrvoje Vukčić Hrvatinić ở Bosnia, Croatia và Dalmatia vào đầu thế kỷ 15.

Các anh em Horvat liền nổi dậy công khai để ủng hộ Ladislaus xứ Napoli, con trai Charles. Ngày 25 tháng 7 năm 1386, họ phục kích đoàn tùy tùng của Mary và Elizabeth ở Gorjani, bắt giữ cả hai. Hai nữ hoàng bị giam trong lâu đài của giám mục Zagreb tại Gomnec, sau đó được chuyển đến lâu đài Novigrad, với John của Palisna làm quản ngục mới. Elizabeth bị xét xử và kết tội chủ mưu vụ ám sát Charles. Đầu năm 1387, Sigismund xứ Luxemburg, chồng của Mary, tiến quân đến Novigrad giải cứu. Biết tin ông sắp đến, Elizabeth bị siết cổ chết trong ngục ngay trước mặt con gái. Ngày 31 tháng 3 năm 1387, Sigismund được đăng quang làm vua tại Székesfehérvár, chấm dứt tình trạng trống ngôi.
Ivan V Frankopan, đồng minh của Sigismund, phối hợp với hạm đội Venice vây hãm lâu đài Novigrad. Ngày 4 tháng 6 năm 1387, họ chiếm được lâu đài và giải thoát Mary. Bà tiếp tục làm đồng quân chủ với Sigismund cho đến cuối đời, nhưng thực quyền rất hạn chế. Trong khi đó, Vua Tvrtko I của Bosnia, đồng minh của anh em Horvat, bổ nhiệm họ làm thống đốc Usora, với sự trợ giúp của Đại công tước Bosnia Hrvoje Vukčić Hrvatinić. Từ năm 1387 đến 1390, liên minh của Tvrtko chiếm giữ phần lớn Croatia và Dalmatia, các nỗ lực tái chiếm của Sigismund đều thất bại.
Năm 1390, Tvrtko bắt đầu xưng hiệu “Vua Croatia và Dalmatia”, đồng thời trao các vùng đất Dalmatia vừa chiếm được cho Hrvoje. Tvrtko qua đời tháng 3 năm 1391, không lâu sau John of Palisna cũng mất. Hrvoje Vukčić Hrvatinić nổi lên thành quý tộc quyền lực nhất Bosnia. Cùng năm đó, Ladislaus bổ nhiệm ông làm phó vương ở Dalmatia, ban tước Công tước Split (Herzog of Split) và xác nhận quyền sở hữu đảo Brač, Hvar và Korčula. Ở đỉnh cao quyền lực, Hrvoje mang nhiều tước hiệu: Đại công tước Bosnia, Knyaz của Donji Kraji, Herzog của Split.

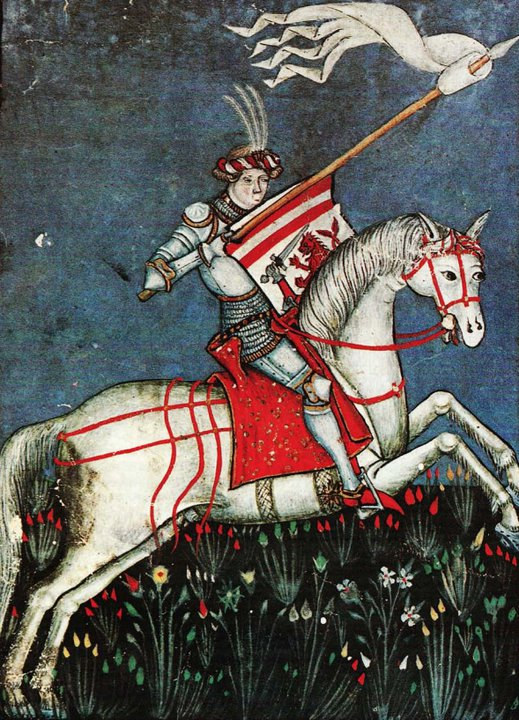
Ladislaus, phó vương tại Croatia và Công tước Split, Hrvoje Vukčić Hrvatinić, Đại Công tước Bosnia trong bản thảo Hrvoje's Missal (1404).

Tình hình thay đổi năm 1393, khi người kế vị Tvrtko là Stephen Dabiša ký hòa ước với Sigismund. Theo đó, ông trả lại những vùng đất Tvrtko mới chiếm được, nhưng vẫn được giữ các lãnh thổ ở tây Bosnia vốn đã chinh phục từ năm 1385. Hrvoje Vukčić cũng quy phục Sigismund trong năm 1393. Tháng 7 năm 1394, Sigismund chiếm Dobor ở Bosnia và bắt giữ John Horvat, chấm dứt cuộc nổi dậy của gia tộc Horvat. Theo lệnh của Nữ hoàng Mary, nhằm trả thù cho cái chết của mẹ mình, John bị tra tấn đến chết tại Pécs.[
Sau cái chết của Stephen Dabiša, vợ ông là Jelena Gruba được bầu làm nữ hoàng. Hrvoje Vukčić lại tiếp tục chống đối Sigismund và tuyên bố ủng hộ Ladislaus xứ Napoli. Nhằm hòa giải với giới quý tộc nổi loạn, Sigismund triệu tập một hội đồng tại Križevci (Croatia) ngày 27 tháng 2 năm 1397, mời Stephen II Lackfi – người được Ladislaus bổ nhiệm làm phó vương Croatia – đến với giấy bảo hộ an toàn. Tuy nhiên, tại hội nghị này, Lackfi, cháu ông là Andrew, cùng nhiều quý tộc ủng hộ bị sát hại, châm ngòi cho một cuộc khởi nghĩa mới dưới danh nghĩa Ladislaus. Sự kiện này về sau được gọi là “Quốc hội đẫm máu ở Križevci” (Bloody Sabor of Križevci).
Năm 1398, Sigismund mở chiến dịch chống Vương quốc Bosnia nhưng thất bại. Sau đó, tân vương Bosnia Stephen Ostoja và Hrvoje chuyển sang thế tấn công. Zadar quy phục Hrvoje năm 1401, và với sự giúp đỡ của Ivaniš Nelipčić, người kiểm soát hầu hết hạt Cetina, Hrvoje chiếm Split năm 1403. Trong những năm này, Sigismund mất sự ủng hộ của nhà Frankopan, nhưng vẫn giữ được lòng trung thành của các nhánh quý tộc Kurjakovići (thuộc họ Gusić), Berislavići và các vương hầu xứ Zrin. Tuy nhiên, sự thụ động và do dự của Ladislaus trong việc tiến về Buda đã khiến nhiều phe ủng hộ nản lòng, tạo cơ hội để Sigismund ban lệnh ân xá cho những người từng chống đối ông. Nhiều quý tộc Hungary và Croatia, bao gồm cả Frankopans, đã chấp nhận và quay sang ủng hộ Sigismund.
Do mâu thuẫn với Hrvoje Vukčić, giới quý tộc Bosnia đã phế truất Stephen Ostoja năm 1404 và đưa Tvrtko II lên ngôi, cai trị như một “quốc vương bù nhìn” của Hrvoje. Ostoja chạy sang Hungary và liên minh với Sigismund. Hrvoje vẫn trụ vững trước nhiều cuộc viễn chinh của Sigismund cho đến năm 1408, khi giới quý tộc Bosnia bị đánh bại nặng nề trong Trận Dobor. Tháng 1 năm 1409, Hrvoje được tuyên bố đã quy phục Sigismund và Ostoja được phục vị trên ngai vàng Bosnia. Nhờ đó, Sigismund đã chấm dứt tình trạng bất ổn tại Hungary, Bosnia và Croatia.
Cũng trong năm 1409, Ladislaus bán quyền lợi của mình tại Dalmatia cho Venice với giá 100.000 đồng ducato, nhằm tìm kiếm đồng minh cho cuộc chiến sắp tới chống Cộng hòa Florence.

### Chiến tranh với Đế quốc Ottoman

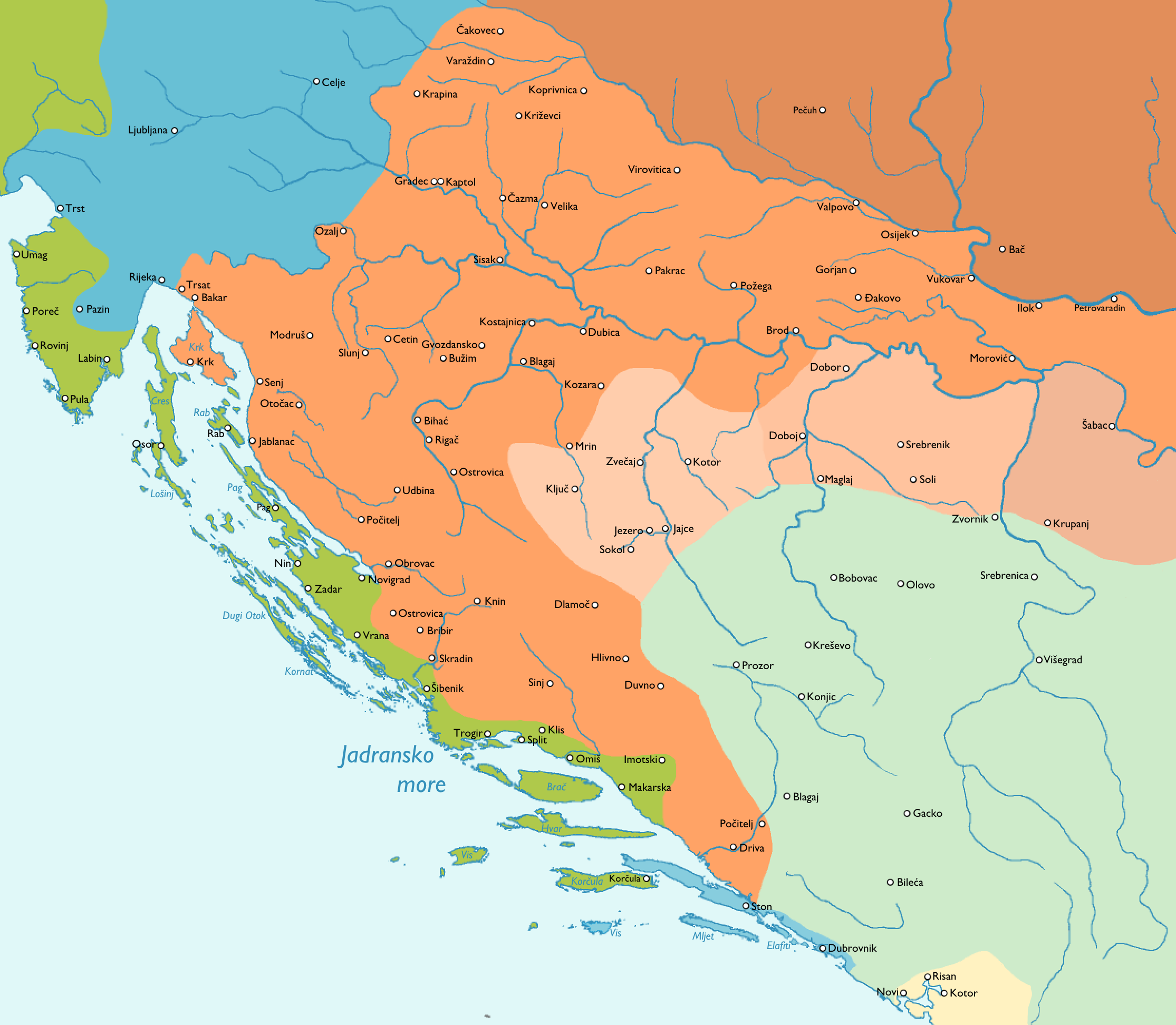
Vương quốc Croatia năm 1469

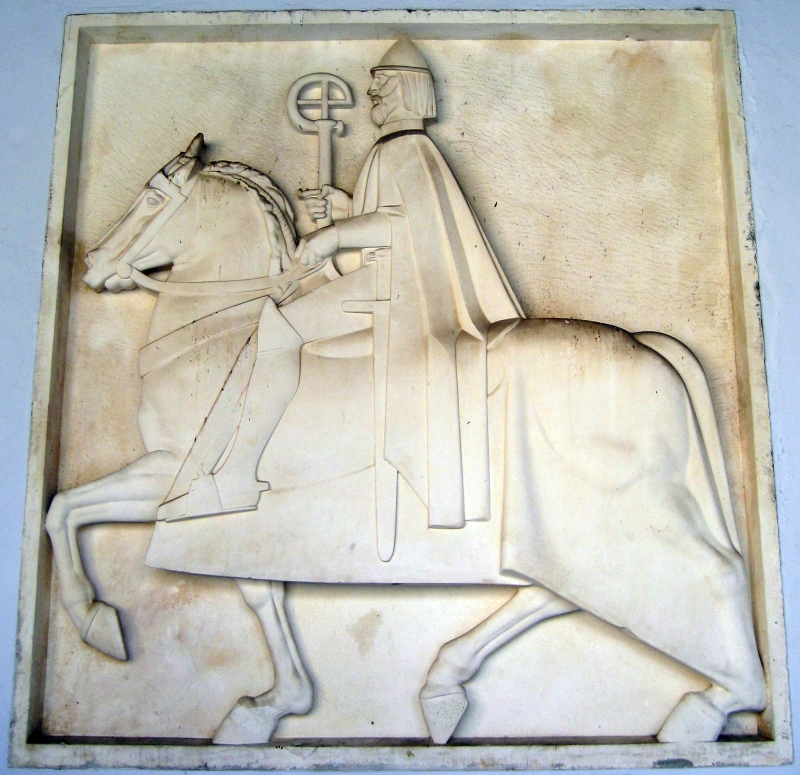
Tượng đài Petar Berislavić tại Trogir.

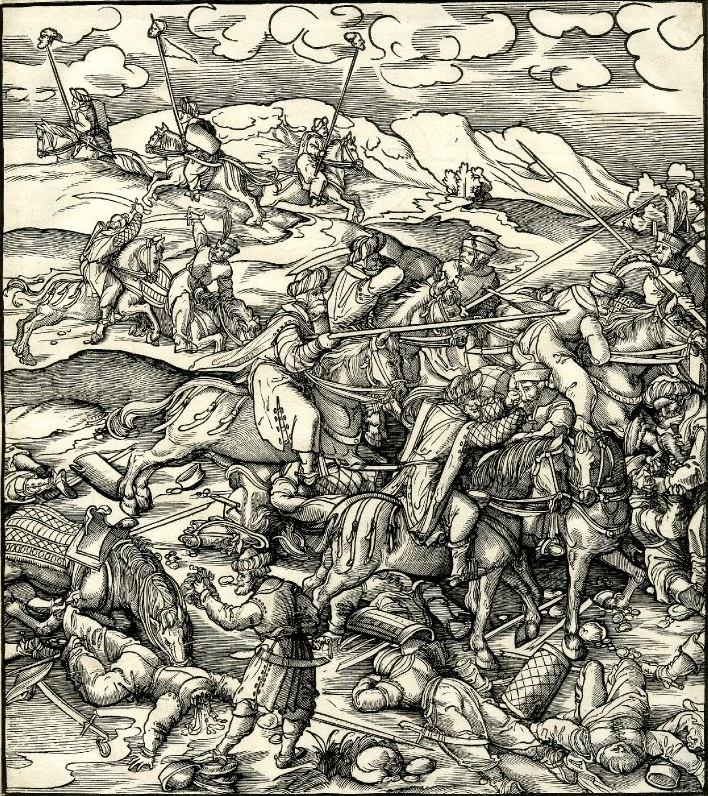
Trận cánh đồng Krbava năm 1493.

Croatia và sự bành trướng của Ottoman trong khu vực năm 1500.

Sau khi Đế quốc Byzantine thất thủ năm 1453, Đế quốc Ottoman nhanh chóng mở rộng về phía tây và đe dọa Vương quốc Croatia. Sau sự sụp đổ của Vương quốc Bosnia năm 1463, vua Matthias Corvinus củng cố hệ thống phòng thủ bằng cách thành lập Ban quốc Jajce và Ban quốc Srebrenik. Mặc dù quân Ottoman gặp khó khăn khi công phá tuyến phòng thủ, họ vẫn thường xuyên thực hiện những cuộc tập kích cướp phá vào Croatia và miền nam Hungary. Trong một cuộc tập kích năm 1463, Ban Croatia Pavao Špirančić bị bắt tại Senj. Người Ottoman sau đó mở rộng kiểm soát về phía nam, chinh phục phần lớn Herzegovina năm 1482 và các cứ điểm của Croatia tại thung lũng sông Neretva.
Chiến thắng lớn đầu tiên của Croatia trước Ottoman diễn ra năm 1478 gần Glina, do bá tước Petar Zrinski chỉ huy. Năm 1483, quân đội do Ban Croatia Matthias Geréb và gia tộc Frankopan lãnh đạo đã đánh bại khoảng 7.000 kỵ binh Ottoman (Akıncı) tại Trận sông Una gần Novi Grad. Cùng năm đó, một hiệp ước hòa bình được ký kết, giúp Croatia tránh khỏi những cuộc tập kích lớn của Ottoman, mặc dù xung đột biên giới vẫn tiếp diễn với cường độ thấp hơn.
Hiệp ước kết thúc sau cái chết của vua Matthias Corvinus năm 1490. Năm 1491, 10.000 kỵ binh nhẹ Ottoman vượt sông Una và tiến vào Carniola, nhưng khi quay trở lại đã bị đánh bại tại Trận Vrpile. Hai năm sau, chiến tranh nổ ra giữa tân Ban Croatia Emerik Derenčin và gia tộc Frankopan. Trong khi cuộc vây hãm Senj còn dang dở, một đạo quân Ottoman do Hadım Yakup Pasha, Sanjak-bey Bosnia, chỉ huy quay về từ Carniola buộc các bên phải giảng hòa. Quân quý tộc Croatia, khoảng 10.000 người, quyết định chặn đánh quân Ottoman trong trận cánh đồng Krbava ngày 9 tháng 9 năm 1493, nhưng chịu thất bại nặng nề. Tuy nhiên, Ottoman không đạt được lãnh thổ nào từ chiến thắng này. Sau đó, dân cư Croatia ở vùng chiến sự bắt đầu di cư đến những khu vực an toàn hơn, một số chạy sang Burgenland, nam Hungary và bờ biển Ý.
Ngày 16 tháng 8 năm 1513, Ban Petar Berislavić đánh bại quân Ottoman 7.000 người trong Trận Dubica trên sông Una. Tháng 2 năm 1514, Ottoman bao vây Knin với 10.000 quân, đốt phá ngoại ô nhưng thất bại trong việc chiếm thành, mất khoảng 500 binh sĩ. Năm 1519, Giáo hoàng Leo X gọi Croatia là "tiền đồn của Kitô giáo" (Antemurale Christianitatis), khi nhiều binh sĩ Croatia có đóng góp quan trọng trong các cuộc chiến chống Ottoman. Petar Berislavić đã chiến đấu liên tục 7 năm trong tình trạng thiếu tiền và quân, trước khi tử trận trong một cuộc phục kích tại Plješevica ngày 20 tháng 5 năm 1520. Sau hai lần thất bại trong việc bao vây Knin (1513 và 1514), quân Ottoman do Gazi Husrev-beg chỉ huy cuối cùng đã chiếm được thành vào ngày 29 tháng 5 năm 1522. Họ cũng nhiều lần bao vây Pháo đài Klis, nhưng Petar Kružić, hiệp sĩ Senj và thân vương Klis, đã kiên cường phòng thủ trong gần 25 năm.
Ngày 23 tháng 4 năm 1526, Suleiman Đại đế rời Istanbul cùng 80.000 quân chính quy và lực lượng phụ trợ, bắt đầu cuộc xâm lược Hungary. Ông chiếm Petrovaradin ngày 27 tháng 7, Ilok ngày 8 tháng 8, và đến ngày 23 tháng 8 vượt sông Drava tại Osijek. Ngày 29 tháng 8 năm 1526, quân Hungary khoảng 25.000 người dưới quyền vua Louis II đã giao chiến tại Mohács và bị đánh tan chỉ trong chưa đầy hai giờ. Thất bại này đã chấm dứt sự cai trị của nhà Jagiellon ở Hungary và Croatia, đồng thời cho thấy sự bất lực của hệ thống quân sự phong kiến Kitô giáo trong việc ngăn chặn sự bành trướng của Ottoman.

## Nghị viện Cetin 1527

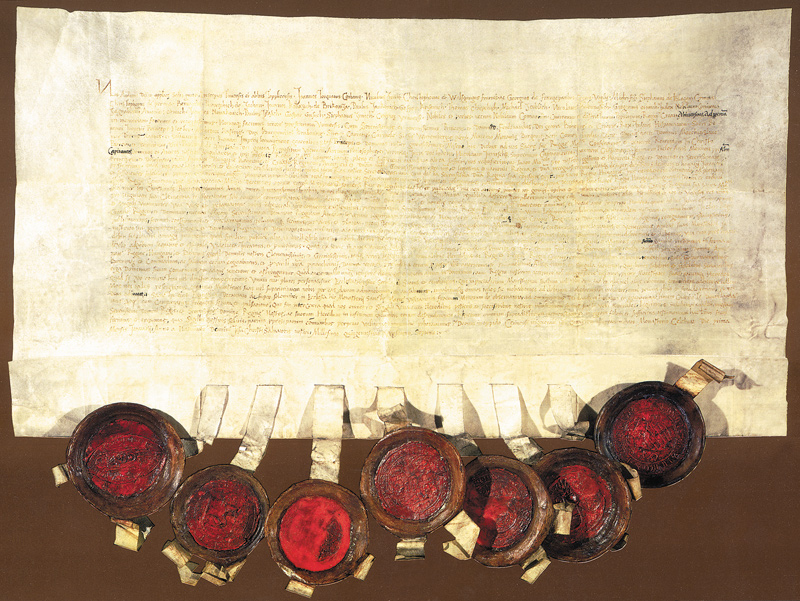
Phiên họp Nghị viện Cetin năm 1527

Sau khi Louis II tử trận tại Trận Mohács năm 1526 mà không để lại người thừa kế, một cuộc khủng hoảng kế vị bùng nổ. Ngày 10 tháng 11 năm 1526, đa số Nghị viện Hungary bầu John Zápolya làm vua, trong khi một nghị viện riêng biệt nhóm họp tại Pozsony (nay là Bratislava) ngày 16 tháng 12 năm 1526 lại bầu chọn Archduke Ferdinand I của Áo. Trong bối cảnh Đế quốc Ottoman đang mở rộng sang phía tây, Archduke Ferdinand tìm cách củng cố vị thế bằng việc được bầu ở Croatia, đồng thời hứa sẽ bảo vệ vương quốc. Giới quý tộc Croatia họp ngày 31 tháng 12 năm 1526 tại tu viện Phanxicô dưới chân Lâu đài Cetin, thuộc thị trấn Cetingrad, để bàn bạc chiến lược và chọn nhà vua mới. Ngày 1 tháng 1 năm 1527, nghị viện Croatia (Sabor) nhất trí bầu Ferdinand thuộc Nhà Habsburg làm Quốc vương Croatia. Văn kiện bầu chọn được đóng ấn bởi sáu quý tộc Croatia và bốn đại diện của Archduke. Tuy nhiên, chỉ vài ngày sau, ngày 6 tháng 1 năm 1527, giới quý tộc Slavonia lại tuyên bố ủng hộ John Zápolya.
Theo sử quan Croatia, quyết định gia nhập Đế quốc Habsburg là sự lựa chọn tự do của Sabor. Các sử gia Áo cũng đồng thuận với quan điểm này, và hầu như không có lý do để nghi ngờ tuyên bố của phía Croatia về diễn biến năm 1526. Tình hình chính trị sau Trận Mohács – cái chết của nhà vua, hai ứng viên được bầu chọn, sự bành trướng của Ottoman và việc Vương quốc Hungary bị chia cắt thành ba phần – đã làm thay đổi hoàn toàn cấu trúc quan hệ thời trung đại. Một cuộc nội chiến nổ ra giữa phe ủng hộ Ferdinand và phe ủng hộ Zápolya, cuối cùng kết thúc bằng một thỏa thuận có lợi cho Ferdinand. Hai vương miện Croatia và Hungary lại được hợp nhất dưới quyền Habsburg, nhưng từ đó mối quan hệ giữa hai vương quốc thay đổi vĩnh viễn.